# Confréries de chasseurs en Afrique

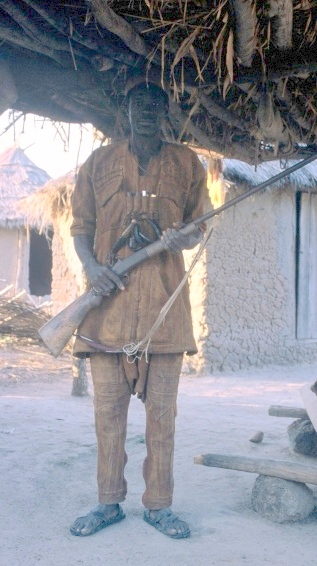
Chasseur bambara en tenue traditionnelle.

Les confréries africaines de chasseurs appelées dozos sont des sociétés d'initiés qu'on retrouve surtout en Afrique de l'Ouest et particulièrement parmi les populations de langue mandingue.

## Origines
L'origine des confréries de chasseurs en Afrique subsaharienne remonterait à l'Égypte antique. A cette époque, les castes socio-professionnelles étaient nombreuses, mais la société pouvait être divisée en trois grandes classes : les nobles, les artisans, les serviles.
Les sociétés ouest-africaines ont hérité de ce schéma social, tout comme du matriarcat, du totémisme, entre autres, et également des confréries ésotériques de chasseurs, religieuses, danseurs, tout étant fondé sur la profession.
La tradition orale mandingue fait remonter l'existence de ces confréries à deux frères mythiques : Kontron et Sanin. Le fondateur de l'Empire du Mali, Soundiata Keïta, était, avant de devenir Mansa, membre d'une confrérie de chasseurs dont il fut nommé maître, d'où son surnom Simbo. Son corps militaire était surtout composé de chasseurs.
En malinké, le mot « dozo » (ou doso, donson) veut probablement dire “[celui qui] entre au village”, tiré de la phrase ka don so, “entrer au village.”

## Histoire
Chez les Malinkés, les Bambaras, ainsi que chez les groupes apparentés Bobos ou Bwas et Sénoufos ces confréries de chasseurs étaient très vivaces. Ils étaient chargés de protéger les grands royaumes sahéliens des animaux féroces et de soigner les populations à l’aide de plantes médicinales.
Souvent recrutés parmi les nobles, les dignitaires, surtout les classes guerrières, les membres de ces confréries jouaient un rôle très important dans la société même s'ils n'avaient que très peu d'influence sur les décisions politiques, qui étaient l'affaire des dirigeants, de la royauté.
L'initiation était la première étape pour intégrer une confrérie de chasseurs. De jeunes adolescents étaient souvent envoyés pour intégrer une telle confrérie, car elles étaient également considérées comme une école de vie. Leur structure, contrairement à d'autres, ne dépend pas de successions héréditaires.
L'apprentissage de la faune et de la flore, en particulier des plantes médicinales, de la cosmogonie, de la hiérarchie de la confrérie, de l'art lié au monde des chasseurs, des interdits qui les frappent, tout cela représentait une partie de la vie dans ces confréries purement ésotériques[réf. souhaitée].
Le « dozoya » est le terme désignant la science du dozo ou bien son code moral.
Les confréries de chasseurs, très solidaires entre elles, sont très liées aux forgerons, souvent « castés » dans les sociétés africaines.
Les dozos sont censés être dépositaires de savoirs mystiques séculaires et être dotés de pouvoirs magiques. Ils reconnaîtraient et chasseraient les mauvais esprits, seraient invulnérables aux balles, auraient la capacité de se transformer en lion, etc. Beaucoup, de façon plus modeste, jouent aujourd'hui un rôle de guérisseur.

## Rôle actuel
Ces confréries existent encore aujourd'hui, comme en témoigne le livre de l'ethnologue malien Youssouf Tata Cissé, La confrérie des chasseurs Malinké et Bambara : mythes, rites et récits initiatiques.
En Afrique de l'Ouest, ils sont appelés Dozos et sont très liés aux populations de langues mandingues (Guinée, Mali, Burkina Faso et Côte d’Ivoire notamment). Dans ces pays, on peut assister à des scènes folkloriques de danses, chants, des parades, des réunions, où sont évoquées, racontées, les histoires liées à cette confrérie, aussi de nombreuses scènes de sacrifices. Les jeunes sont confiés à un maître qui va être initié dans la forêt aux valeurs de la société secrète, les techniques magiques et les danses.
Durant la Seconde Guerre mondiale, ils étaient très nombreux parmi les tirailleurs sénégalais.
Les chasseurs sont également utilisés parfois comme auxiliaires des forces de police voire constitue une police parallèle. Par exemple en Côte d'Ivoire, ils auraient été utilisés pour protéger des cars de transport face à la recrudescence des attaques des « coupeurs de route ». Des observations semblables ont été faites au Cameroun où le retour en force des chasseurs traditionnels a profité du vide laissé par l'État dans le nord du pays.
Ce nouveau rôle dans le maintien de l'ordre n'est pas sans poser de problèmes. Des cas d'exactions auraient été notés dans le Nord du Burkina Faso et dans le Sud de la Côte d'Ivoire, selon le rapport d'Amnesty International 2003 sur le massacre des gendarmes de Bouaké. Il y a également des problèmes de droit. Les membres de ces confréries détiennent des armes, parfois sans être titulaires des permis de port. En Côte d'Ivoire, des personnes se prétendent dozos pour profiter des avantages des membres de la confrérie, tandis qu'au Mali certains jeunes appartiennent à des groupes dozos sans avoir été initiés et sont simplement dans une logique d'autodéfense.
À la suite de ces actions de maintien de l'ordre, leur popularité s'est d'ailleurs singulièrement accrue ces dernières années, et nombreux sont les Africains qui vont recueillir leurs enseignements très simples, mais aussi très profonds, fondés sur une transmission continue de la morale du chasseur, la défense de la veuve et de l'orphelin, ce à quoi s'engagent tous les enfants de « Sanene ani Kontron », les chasseurs d'Afrique.
Les femmes ne peuvent être acceptées à proprement parler, mais elles peuvent devenir dozo par héritage, en succédant à leur père défunt.

### Au Mali
Dans le centre du Mali, les dozos appartiennent à de nombreuses communautés. Certains sont accusés d'exactions contre les peuls,.

### En Côte d'Ivoire
La majorité des dozos en Côte d’Ivoire parle une langue de la famille mandingue. Les dozos ont connu une longue éclipse dans l'histoire du pays jusque dans les années 1990.

#### L'association Benkadi
L'association Benkadi a été créée en 1990 sur le modèle de ce qu'avaient créé les dozos maliens, afin de lutter contre la criminalité croissante en Côte d'Ivoire et en réaction à la passivité de l'Etat. Le mot “benkadi” veut dire, en langue mandingue “la concorde (ou la coopération) est agréable”. Ils ont alors commencé à assurer la sécurité des routes.
Benkadi compterait 3600 membres. Elle comptait deux figures : Soro Nagalourou à Korhogo et Bamba Mamoudou, un des membres fondateurs, au Centre. Il avait créé une unité au sein des forces nouvelles, les Guerriers de la Lumière. Cette association offre aujourd'hui les services de sa société de sécurité privée.
En 2021, son général est Doyéri Konaté.

#### Autres structures
On recense au moins trois autres structures officielles rassemblant les dozos en Côte d'Ivoire :
- La Coordination des dozos de Côte d'Ivoire créée en 2010 par Moussa Touré, un militaire à la retraite. Elle revendique 5000 membres.

- La Fédération nationale des confréries dozos de Côte d’Ivoire (FENACODOCI) dirigée en 2021 par Dosso Sory[4], considéré comme proche de feu le ministre Hamed Bakayoko. La FENACODOCI est une dissidence de Benkadi et est surtout présente dans le sud. Elle compterait 28 000 membres.
- La Confrérie des Dozo de Côte d’Ivoire (CODOZ-CI), dont le sécrétaire général est Aboulaye Koné et le président le colonel à la retraite Moussa Touré (2022)[14].

#### Après l'indépendance
Dans le milieu des années 90, le Parti démocratique de Côte d’Ivoire (PDCI) avait pris des mesures répressives visant à réduire leurs interventions en milieu urbain en matière de sécurité.

#### La crise politico-militaire (2002-2011)
Dès le début de la crise politico-militaire (2002-2011), ils se sont rangés derrière les insurgés et ont profité du désordre pour s'attribuer un rôle politique et militaire. Ainsi, Bamba Mamoudou, membre de l'association Bekadi, représentait les dozos au sein des Forces Nouvelles.
Le président de la confrérie des dozos était Sériba Coulibaly en 2001 tandis que la presse mentionne en 2005 un certain Bakary Koné. Certains dozos, comme Zakaria Koné, sont devenus des seigneurs de guerre lors de la crise politico-militaire en Côte d'Ivoire. Toutefois, le premier responsable des chasseurs traditionnels est désigné parallèlement comme un certain Noumoutié Koné. Bakary Ouattara, est pour sa part secrétaire des dozos du nord.
Le Front populaire ivoirien (FPI) interdira leurs associations, les considérant comme une force parallèle au service du Rassemblement des républicains (RDR).
Ce rôle a débouché sur des violences qui ont été documentées dans un rapport de la Mission des Nations unies en Côte d’Ivoire (Onuci). Selon ce dernier, les milices dozos auraient tué 228 personnes et blessé 164 autres en quatre ans.

#### Période actuelle
Vers 2015, le président Ouattara a voulu les désarmer, mais sans résultat significatif, d'autant que de plus en plus de responsables les considèrent comme des alliés dans la lutte contre la menace des groupes djihadistes qui ne cesse de croître dans le nord du pays.
Les dozos sont estimés aujourd'hui à 200 000, un chiffre en progression constante (ils étaient 50 000 en 1997). Ils sont essentiellement localisés dans le nord et dans l'ouest du pays.
Le « Dangoun », dont la 9e édition a eu lieu en 2022, est le « conclave » des chasseurs traditionnels.

### Au Burkina Faso
Au Burkina Faso, ils sont présents dans tout le pays mais particulièrement concentrés à l’Ouest. La confrérie est organisée autour des chefs dozo, appelés les dozoba.
Il existe au Burkina Faso un Haut Conseil national des dozos qui regroupe la quasi-totalité des associations et organisations des chasseurs du Burkina. Son président était Victor Sanou en septembre 2021 et son secrétaire général Siaka Koné.
Des chefs dozos ont créé en septembre 2020 une structure, le conseil national des chasseurs dozos du Grand-Ouest, qui réunit les grands chefs dozos de chaque localité de l’Ouest. Son chef serait le dozoba Blaise Sanou.
Toutefois, il semble qu'il existe d'autres structures de coordination, comme : 
- l’Union nationale des dozos et tradipraticiens de santé du Burkina[17], dont maître Drabo Yacouba dit « Le Bonck » est le père fondateur et président en 2019[19]. Celui-ci nomme des coordinateurs régionaux, qui ont eux-mêmes autorité sur les coordinateurs provinciaux[20]. Drabo Yacouba serait également coordinateur de l’Union panafricaine des Dozos sans frontière (UDSF)[17] ;
- l’Union nationale des Dozo du Burkina, dont Aly Konaté était président en  2019[11].

Les Dozos sont très engagés contre les groupes terroristes. L’adoption de la loi sur les Volontaires pour la défense de la patrie (VDP), en janvier 2020, a entraîné l'inscription de nombreux Dozos et la légalisation de leur action. L'UDSF a en outre créé une unité combattante, la « Dozo Assistance Internationale » (DAI). Dans ce conflit, les Dozos sont en concurrence dans leur zone d'implantation, dans l'ouest du pays, avec les Koglweogos.

### Au Liberia et Sierra Leone
Au Liberia et en Sierra Leone, les homologues des dozos sont appelés les kamajors.

### En Guinée
En Guinée, ils prennent le nom de Donzo et exercent une influence politique lors des échéances électorales. Ils sont traditionnellement respectés par la population de la Haute-Guinée et participent à la protection de l'environnement,.

## Dans la fiction
La plupart des chefs d'État de l'Afrique médiévale et, dans une certaine mesure de l'Afrique actuelle, comme l'a mis en lumière Ahmadou Kourouma dans son roman En attendant le vote des bêtes sauvages, sont issus de leurs rangs.

## Galeries

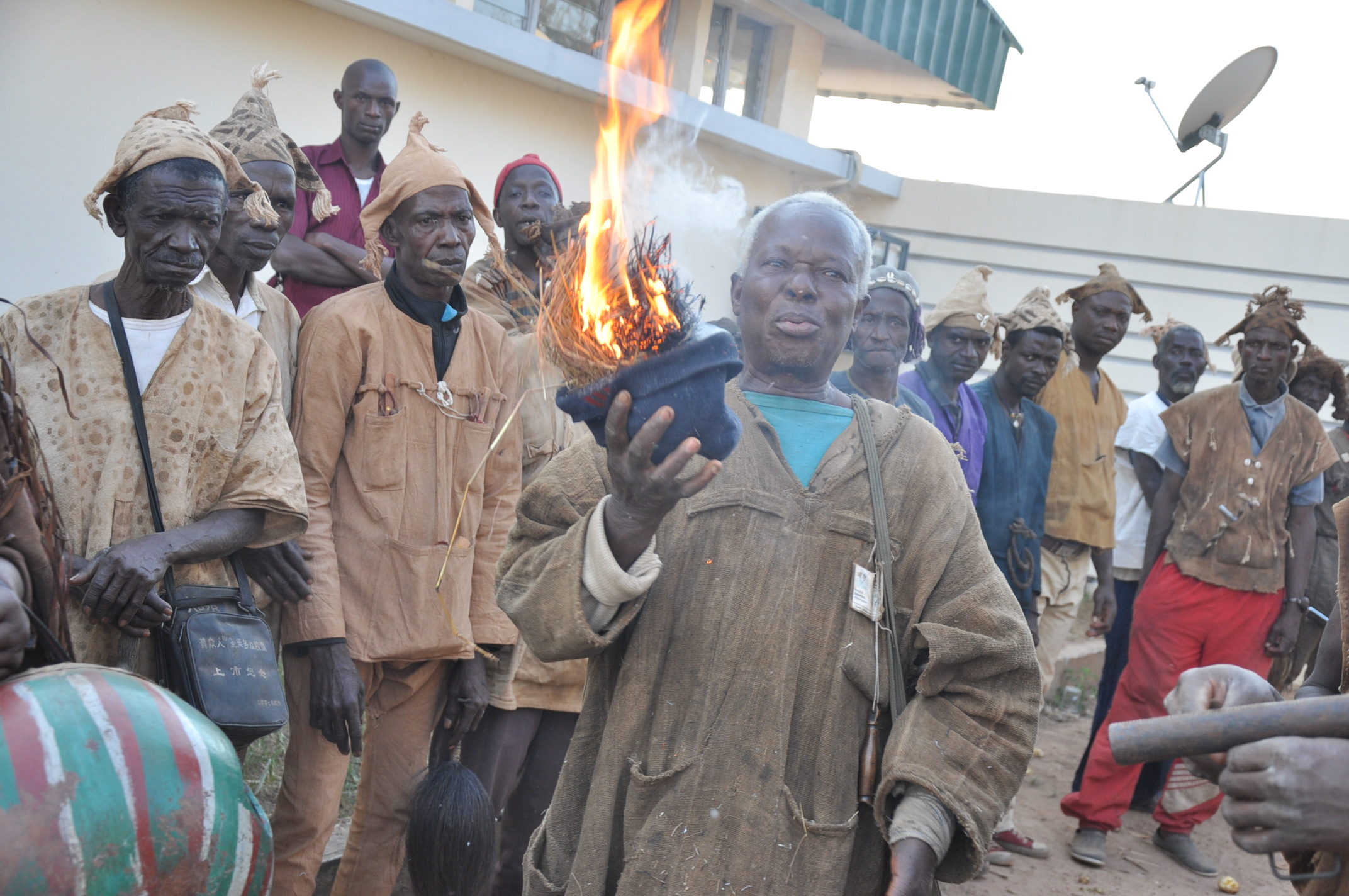
Dozo en Cote d'Ivoire
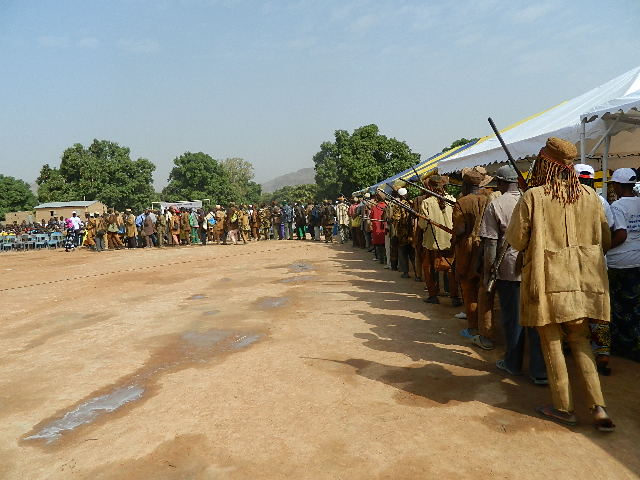
Donzo au Mali

### Filmographie
- Les maîtres du nyama : la confrérie des chasseurs sénoufo, film documentaire réalisé par Patrick Kersalé, Éditions musicales Lugdivine, Lyon, 2006 (DVD)
- Le doso n'goni : la musique de la confrérie des chasseurs en pays manding, film documentaire réalisé par Idrissa Diabate, Dia-Comm Productions, Paris, date ?, 40 min (DVD)
- L'Envol du chasseur, Un film de Alexandre Bonche, Réalisation :  Alexandre Bonche, Jean-Michel Corrillion, Guillaume Vincent, 2007 - France - 52 minutes, Production Arte, les films du rêve.